# Charrua (revue)
Pour les articles homonymes, voir Charrua.

Charrua (« charrue ») est une revue littéraire mozambicaine de langue portugaise publiée par l'Association des écrivains mozambicains (AEMO) entre juin 1984 et décembre 1986 et dont sont issus de nombreux auteurs de la génération post-indépendance. Outre les fondateurs Eduardo White et Juvenal Bucuane, on compte parmi les contributeurs des noms tels que Hélder Muteia, Ungulani Ba Ka Khosa, Tomás Vieira Mário (Tomás Vimaró) ou Marcelo Panguana.
Eduardo White, qui avait réussi à obtenir de l'ambassade du Portugal les 20 000 meticais nécessaires à son lancement, y fut très influent.
Charrua est parfois présentée comme un bimensuel, mais sa publication fut irrégulière.
À l'occasion de son 30e anniversaire, en 2016, une édition commémorative réunissant les huit numéros est publiée à Maputo par les éditions Alcance.